# Jacqueline Hoffmann
Jacqueline (Jackie) Hoffmann (ur. 26 grudnia 1946 w Béziers) – francuska polityk i działaczka komunistyczna, od 1979 do 1986 posłanka do Parlamentu Europejskiego I i II kadencji, posłanka do Zgromadzenia Narodowego.

## Życiorys
Od 16 roku życia pracowała jako spawacz w Établissements Escaut w Béziers. Zaangażowała się w działalność powiązanych z komunistami ruchów: młodzieżówki Mouvement Jeunes Communistes de France oraz organizacji kobiecej Union des jeunes filles de France. Wstąpiła do Francuskiej Partii Komunistycznej. Od 1972 należała do jej komitetu centralnego, a od 1987 do biura politycznego, odpowiadając za kwestie zdrowia, rodziny i spraw społecznych. Zasiadała też w regionalnych władzach partii.
W 1979 i 1984 uzyskiwała mandat posłanki do Parlamentu Europejskiego, przystąpiła do frakcji komunistycznej. Należała m.in. do Komisji ds. Młodzieży, Kultury, Edukacji, Informacji i Sportu oraz Komisji ds. Gospodarczych i Walutowych. Zrezygnowała z mandatu 12 marca 1986, następnie w latach 1986–1988 zasiadała w Zgromadzeniu Narodowym z departamentu Yvelines. W 1994 nominowana przez premiera Édouarda Balladura w skład Rady Ekonomicznej i Społecznej, krajowego organu konsultacyjnego (zasiadała tam do 1999).